# Renato Mota
Renato Mota (19 de febrero de 1980) es un futbolista portugués. Juega de delantero y su equipo actual es el FC Santa Coloma de la Primera División de Andorra.

## Trayectoria
Debutó en el FC Encamp en el 2009. Jugó allí una temporada y después fichó por el FC Santa Coloma, donde aún sigue.

## Clubes
| Club            | País    | Año           |
| --------------- | ------- | ------------- |
| FC Encamp       | Andorra | 2009-2010     |
| FC Santa Coloma | Andorra | 2010-presente |

## Palmarés

### Campeonatos nacionales
| Título                      | Club            | País    | Año       |
| --------------------------- | --------------- | ------- | --------- |
| Primera División de Andorra | FC Santa Coloma | Andorra | 2010-2011 |